# Klenovšćak
 Klenovšćak  (olaszul: Clenosciacco) falu Horvátországban, Isztria megyében. Közigazgatásilag Lanišćéhez tartozik.

## Fekvése
Az Isztriai-félsziget északi részén a Ćićarija-hegység területén, Buzettől 8 km-re északkeletre, községközpontjától 7 km-re északnyugatra egy völgyben fekszik. Itt halad át a Lanišćéből Brestre menő út. Erdei utak kötik össze a szomszédos Slum, Trstenik és Rašpor falvakkal.

## Története
Klenovšćak a középkorban a rašpori uradalom része volt. Első írásos említése az 1358-as urbáriumban történt „Clunischach” alakban. A falu felső részét Kaštelnak nevezik, közelében áll a Szent Katalin tiszteletére szentelt templom a temetővel. Az aquileai pátriárka és a goriciai grófok uralma alatt állt. A terület 1394-ben velencei uralom alá került. A 19. században Buzet község része lett. A falunak 1857-ben 130, 1910-ben 156 lakosa volt. Lakói főként mezőgazdaságból, állattartásból éltek. Egyházilag a közeli Brest plébániájához tartoztak. Áruikat főként Triesztben értékesítették. 1944. augusztus 10-én a környező településekkel együtt német és olasz csapatok felgyújtották, lakóit elhurcolták. 2011-ben mindössze 5 lakosa volt.

## Lakosság
| Lakosság változása | Lakosság változása | Lakosság változása | Lakosság változása | Lakosság változása | Lakosság változása | Lakosság változása | Lakosság változása | Lakosság változása | Lakosság változása | Lakosság változása | Lakosság változása | Lakosság változása | Lakosság változása | Lakosság változása | Lakosság változása |
| ------------------ | ------------------ | ------------------ | ------------------ | ------------------ | ------------------ | ------------------ | ------------------ | ------------------ | ------------------ | ------------------ | ------------------ | ------------------ | ------------------ | ------------------ | ------------------ |
| 1857               | 1869               | 1880               | 1890               | 1900               | 1910               | 1921               | 1931               | 1948               | 1953               | 1961               | 1971               | 1981               | 1991               | 2001               | 2011               |
| 130                | 141                | 120                | 145                | 169                | 156                | 0                  | 110                | 102                | 77                 | 47                 | 23                 | 14                 | 10                 | 6                  | 5                  |